# Nicolai Dunger sjunger Edith Södergran
Nicolai Dunger sjunger Edith Södergran är ett album av Nicolai Dunger, släppt 2006, där Nicolai tolkar Edith Södergrans dikter. Låtarna är framförda på ett folkmusiksätt, med låg poleringsnivå på ljudet och användande av ovanliga instrument som konsertpuka och hawaiiansk gitarr.

## Låtlista
1. "Lyckokatt" - 2:54
2. "Dagen svalnar" - 5:55
3. "Till fots fick jag gå genom solsystemet" - 1:51
4. "Solen" - 2:15
5. "En fången fågel" - 2:55
6. "Gudarnas lyra" - 2:43
7. "Landet som icke är" - 4:48
8. "Stjärnorna" - 2:29
9. "Glädjen är en fjäril" - 7:05
10. "Rosor" - 3:01

## Personal
- Nicolai Dunger - sång, gitarr, elgitarr, kör
- Mats Schubert - piano, dragspel, hawaiiansk gitarr, banjo, kör
- Johan Berthling - kontrabas, stråkarrangemang, kör
- Timothy Barnes - trummor, slagverk, kör
- Fredrik Ljunkvist - klarinett på 1, 5, 7
- Reine Fiske - elgitarr på 2, 4, 9
- Per Wikström - cymbaler på 4
- Lisa Rydberg - violin på 4, 6
- George Kentros - violin, på 4, 6
- Mikael Marin - viola, på 4, 6
- Leo Svensson - cello på 4, 6
- John Eriksson - klocka, konsertpuka på 9
- Thomas Tjärnkvist - nottranskription
- Fredrik Fahlman - notskrift

## Listplaceringar
| Lista (2006) | Topplacering |
| ------------ | ------------ |
| Sverige      | 47           |

### Fotnoter
1. ↑  Placeringar på den svenska albumlistan

### Övriga
- Albumet på Discogs